# General Orlov
Generaal Orlov is een personage uit de James Bondfilm Octopussy.
Hij is een generaal van de Sovjet-Unie, een van de overgebleven hardliners in het centrum van de macht in Moskou. Terwijl alle invloedrijke politici om hem heen het hebben over detente en willen onderhandelen over wapenvermindering, staat deze generaal de harde lijn voor.
We zien Orlov voor het eerst tijdens een vergadering van het Centraal Comité. Daar schetst hij de overmacht die het Rode Leger nog steeds heeft. Binnen veertien dagen kan hij via een bliksemoorlog Europa bezetten. Orlov wordt echter de mond gesnoerd en moet weer zittend toehoren hoe de rest van het comité het heeft over verdere ontwapening.
Orlov is echte niet van plan de overmacht van het Rode Leger weg te laten onderhandelen. Samen met Kamal Khan heeft hij het plan opgevat om op een Amerikaanse basis in West-Berlijn een atoombom te laten ontploffen. Iedereen zal ervan uitgaan dat het een Amerikaanse bom is die per ongeluk is afgegaan en pleiten voor eenzijdige ontwapening wat de weg voor het Russische leger vrijmaakt. Khan wordt betaald met gestolen juwelen van uit het Russisch museum.
Orlov staat voor het eerst oog in oog met Bond in een goederenwagon waarin ook de atoombom ligt. Orlov weet te ontsnappen en laat het vuur openen op Bond. Hij achtervolgt per wagen de trein maar rijdt zich vervolgens helemaal vast. Inmiddels is in Moskou zijn juwelenzwendel aan het licht gekomen en de overheid wil Orlov vastzetten. Zijn wagen strandt op enkele meters van de grens met West-Berlijn. Hij wordt echter neergeschoten door zijn eigen troepen. Wanneer hij langzaam doodbloedt op de rails buigt generaal Gogol over hem en spreekt zijn schande uit. Orlov weet alleen nog uit te brengen dat hij morgen de held van de Sovjet-Unie zal zijn terwijl hij de trein met daarin de atoombom nakijkt.
De rol van Orlov wordt gespeeld door de Britse acteur Steven Berkhoff. De rol van Russisch generaal ligt hem klaarblijkelijk wel. Twee jaar later zou hij opnieuw een Russisch uniform aantrekken in Rambo II. Het behoeft weinig uitleg dat het ook dit keer slecht met zijn personage afliep.